# Metropolitana di Taipei

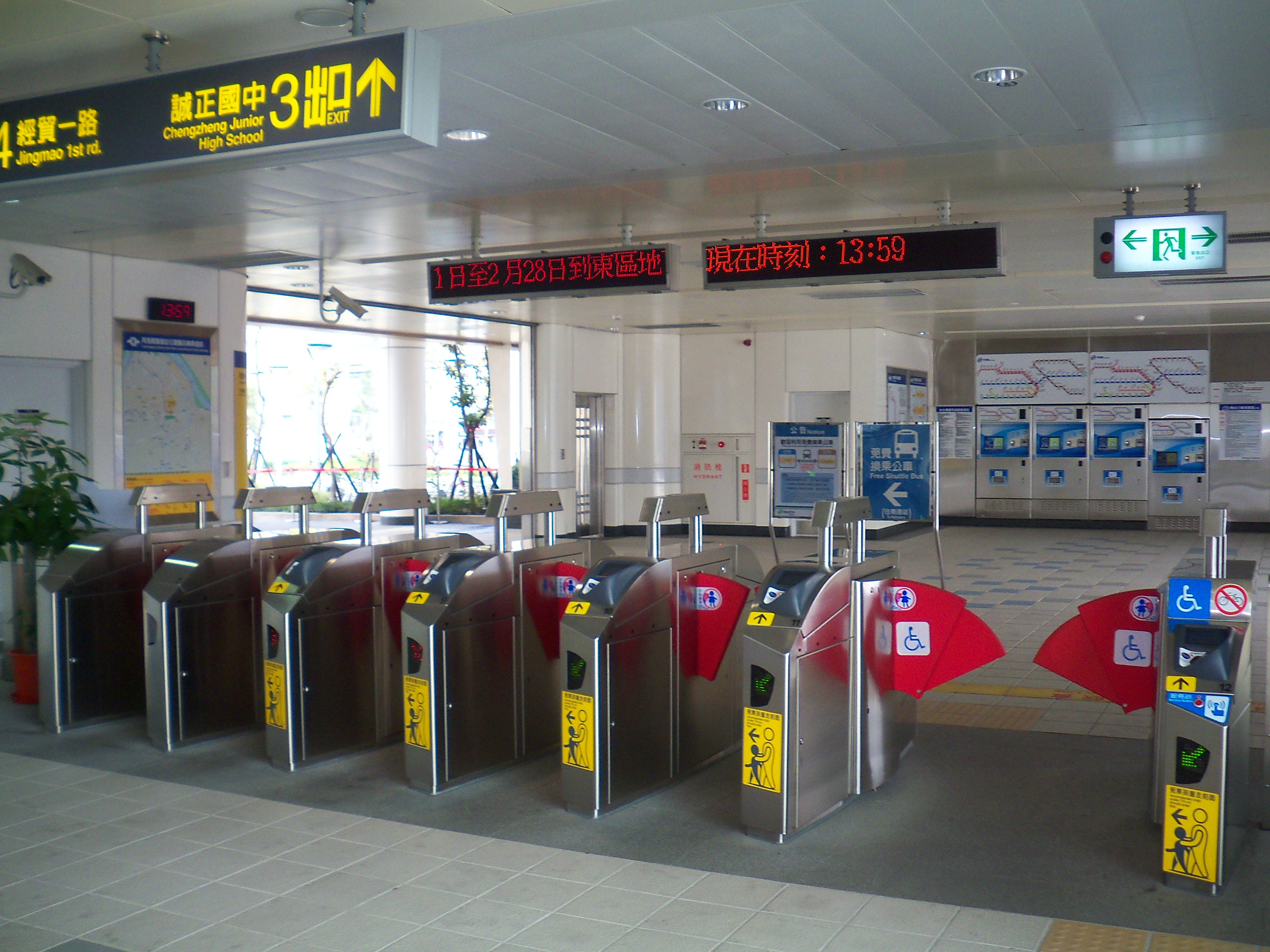
Stazione del centro mostre Nangang (Taipei Nangang Exhibition Center Station)

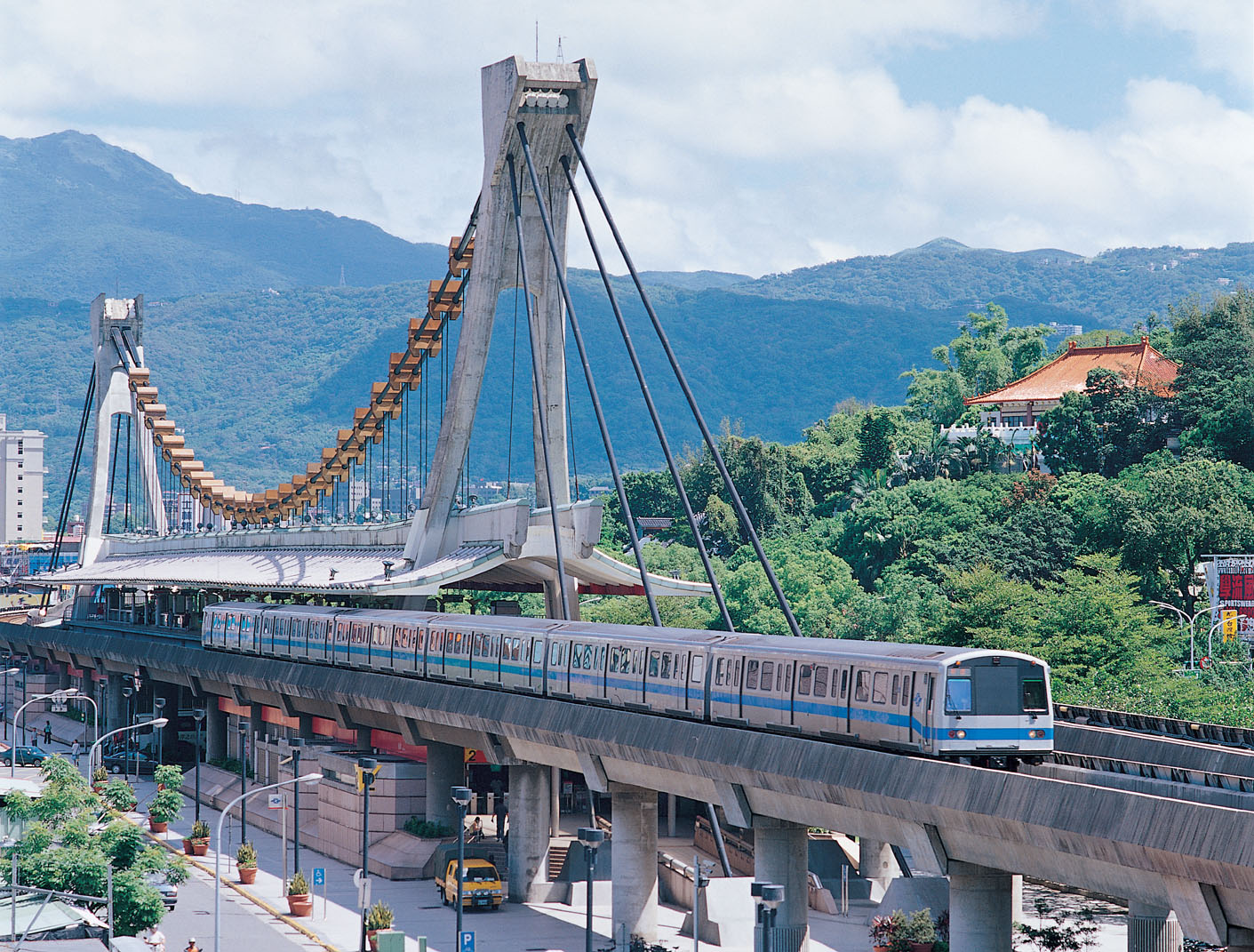
La stazione di Jiantan con una architettura dragonboat sulla linea Tamsui

Mappa delle linee attuali, in costruzione e pianificate. Vengono mostrati anche altri sistemi ferroviari

La metropolitana di Taipei o Taipei Rapid Transit System, conosciuta come MRT (Mass Rapid Transit o Metro Rail Transit), è il sistema di linee metropolitane di Taipei, costruito dalla Taipei Rapid Transit Corporation (TRTC) nel 1996.
Primo sistema metropolitano della città, consiste di 103 stazioni e 121,4 km di binari. Il sistema ha trasportato una media di oltre 1,71 milioni di passeggeri al giorno nel dicembre 2012.

## Linee
| Linea | Linea     | Linea                       | Data di apertura               | Capilinea                        | Capilinea                    | Stazioni | Lunghezza (Km) | Deposito        |
| ----- | --------- | --------------------------- | ------------------------------ | -------------------------------- | ---------------------------- | -------- | -------------- | --------------- |
| BR    | Marrone   | Neihu                       | luglio 2009                    | Taipei Nangang Exhibition Center | Zhongshan Junior High School | 12       | 14.8           | Neihu Muzha     |
| BR    | Marrone   | Wenshan                     | marzo 1968                     | Zhongshan Junior High School     | Taipei Zoo                   | 12       | 10.9           | Neihu Muzha     |
| R     | Rossa     | Tamsui                      | dicembre 1975                  | Tamsui                           | CKS Memorial Hall            | 20       | 23.2           | Beitou          |
| R     | Rossa     | Diramazione Xinbeitou       | dicembre 1975                  | Beitou                           | Xinbeitou                    | 1        | 1.2            | Beitou          |
| R     | Rossa     | Linea Xinyi                 | novembre 2034                  | Chiang Kai-Shek Memorial Hall    | Xiangshan                    | 7        | 6,4            | Beitou          |
| O     | Arancione | Zhonghe                     | dicembre 1985                  | Nanshijiao                       | Guting                       | 4        | 5.4            | Zhonghe Luzhou  |
| O     | Arancione | Xinzhuang                   | gennaio 2012                   | Fu Jen University                | Daqiaotou                    | 7        | 8.2            | Zhonghe Luzhou  |
| O     | Arancione | Xinzhuang                   | settembre 2020                 | Zhongxiao Xinsheng               | Guting                       | 1        | 2.6            | Zhonghe Luzhou  |
| O     | Arancione | Xinzhuang                   | novembre 2010                  | Zhongxiao Xinsheng               | Daqiaotou                    | 6        | 5.2            | Zhonghe Luzhou  |
| O     | Arancione | Luzhou                      | novembre 2010                  | Daqiaotou                        | Luzhou                       | 5        | 6.4            | Zhonghe Luzhou  |
| G     | Verde     | Xiaonanmen                  | agosto 2001                    | Ximen                            | CKS Memorial Hall            | 1        | 1.6            | Xindian         |
| G     | Verde     | Xindian                     | novembre 1991                  | CKS Memorial Hall                | Xindian                      | 11       | 9.3            | Xindian         |
| G     | Verde     | Diramazione Xiaobitan       | settembre 2019                 | Qizhang                          | Xiaobitan                    | 1        | 1.9            | Xindian         |
| BL    | Blu       | Nangang orientale Extension | dicembre 2008 27 febbraio 2015 | Taipei Nangang Exhibition Center | Kunyang                      | 2        | 2.5            | Nangang Tucheng |
| BL    | Blu       | Nangang Banqiao             | dicembre 2009                  | Kunyang                          | Taipei City Hall             | 3        | 2.8            | Nangang Tucheng |
| BL    | Blu       | Nangang Banqiao             | dicembre 1994                  | Taipei City Hall                 | Tempio di Longshan           | 9        | 7.5            | Nangang Tucheng |
| BL    | Blu       | Nangang Banqiao             | agosto 2001                    | Tempio di Longshan               | Xinpu                        | 2        | 3.6            | Nangang Tucheng |
| BL    | Blu       | Banqiao Tucheng             | 31 maggio 2006                 | Xinpu                            | Yongning                     | 6        | 5.5            | Nangang Tucheng |

## Linee approvate e in costruzione
Le seguenti linee e segmenti sono attualmente in costruzione:
| Linea | Linea                     | Linea                     | Termini                    | Termini                    | Stazioni | Lunghezza (km) | Deposito  |
| ----- | ------------------------- | ------------------------- | -------------------------- | -------------------------- | -------- | -------------- | --------- |
|       | Taoyuan Airport MRT       | Taoyuan Airport MRT       | Sanchong                   | Huanbei                    | 22       | 51.03          | Luzhu     |
|       | Linea Blu                 | Linea Tucheng             | Yongning                   | Dingpu                     | 1        | 2.0            | Tucheng   |
|       | Linea Verde               | Linea Songshan            | Songshan                   | Ximen                      | 8        | 8.5            | Xindian   |
|       | Taoyuan Airport MRT       | Taoyuan Airport MRT       | Taipei Main Station        | Sanchong                   | 0        | 4              | Luzhu     |
|       | Linea arancione           | Linea Xinzhuang           | Huilong                    | Fu Jen University          | 2        | 4.1            | Xinzhuang |
|       | Linea Gialla              | Linea circolare livello 1 | New Taipei Industrial Park | Dapinglin                  | 14       | 15.4           | South     |
|       | Linea Rossa               | Xinyi Eastern Extension   | Elephant Mountain          | Zhongpo                    | 2        | 1.6            | Beitou    |
|       | Wanda-Zhonghe-Shulin Line | Wanda-Zhonghe-Shulin Line | CKS Memorial Hall          | Zhonghe Senior High School | 9        | 8.8            |           |